# Sayn
Sayn (mundartlich: Sään) war bis 1928 eine eigenständige Gemeinde und ist seither ein Stadtteil der verbandsfreien Stadt Bendorf im Landkreis Mayen-Koblenz in Rheinland-Pfalz.

## Geographie
Sayn liegt an den Ausläufern des Westerwaldes, zwischen Koblenz und Neuwied, etwa zwölf Kilometer nördlich von Koblenz am Rand des Neuwieder Beckens. Der Ort wird von zwei Bächen durchzogen: Sayn und Brex. Der Brexbach vereinigt sich im Schlosspark mit dem Saynbach, der bei Bendorf in den Rhein mündet.

## Geschichte

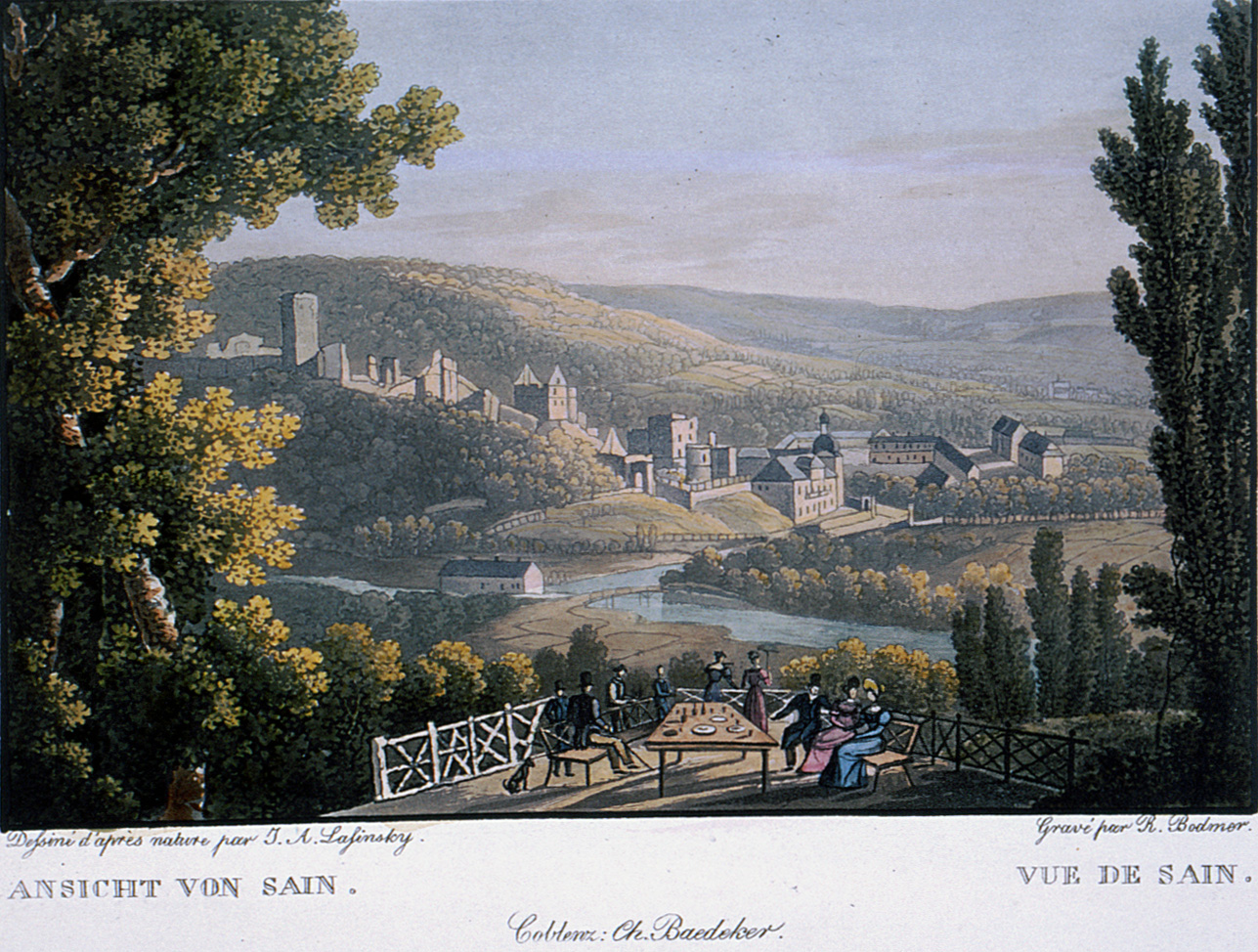
Burgruine und Schloss Sayn um 1830

Sayns Geschichte ist eng mit den Grafen von Sayn, den Vorfahren des heutigen Fürstenhauses zu Sayn-Wittgenstein-Sayn, verbunden. Ausgrabungen auf dem Burgberg ergaben, dass der Ort bereits in der Bronzezeit (2200 bis 800 v. Chr.) besiedelt war.

Wappen der Grafen von Sayn

Die Grafen von Sayn mit den Brüdern Heinrich I. und Eberhard I. werden 1139 erstmals urkundlich erwähnt. Wenig später soll die durch Heirat erworbene Grafschaft Bonn Grund für heftige Auseinandersetzungen mit Arnold von Wied, dem Erzbischof von Köln, gewesen sein.  Ihre alte Burg wurde dabei, zumindest teilweise, zerstört und 1152 zum Schutz vor zukünftigen Angriffen dem Erzbischof von Trier zum Lehen aufgetragen. Unmittelbar danach begann der Bau einer neuen Burg. Von Sayn aus wurde im 13. Jahrhundert unter Graf Heinrich III., dem Großen von Sayn, und seiner Gemahlin Mechthild von Landsberg eine Grafschaft regiert, die mit ihren Besitzungen von der mittleren Mosel bis über den Westerwald und von der Lahn bis hinauf in den Bonn-Kölner Raum reichte. Als Heinrich III. im Jahr 1247 kinderlos starb, fiel die Grafschaft an den Sohn seiner Schwester, den Grafen Johann von Sponheim, dessen Nachfahren sich wiederum Grafen von Sayn nannten. Eine zunächst in der Vallendarer Marienburg lebende jüngere Linie regierte seit 1345 die durch Heirat erworbene Grafschaft Wittgenstein mit Residenzen in Berleburg und Laasphe.
Im Jahr 1606 starb mit Heinrich IV. die in Sayn regierende ältere Linie im Mannesstamm aus. Die Burg in Sayn wurde daraufhin von Kurtrier als erledigtes Manneslehen gegen den Protest der erbberechtigten Sayn-Wittgensteinschen Verwandten eingezogen.
Im Jahr 1632, während des Dreißigjährigen Krieges, wurde die Burg Sayn von schwedischen Truppen zerstört. Wenn auch ihres Stammsitzes beraubt, blieb die Grafschaft Sayn mit ihrem Westerwälder Territorium und den Städten Hachenburg, Altenkirchen und Bendorf bis Ende des 18. Jahrhunderts erhalten.

## Sehenswürdigkeiten und Kultur / Kulturpark Sayn

### Burg Sayn

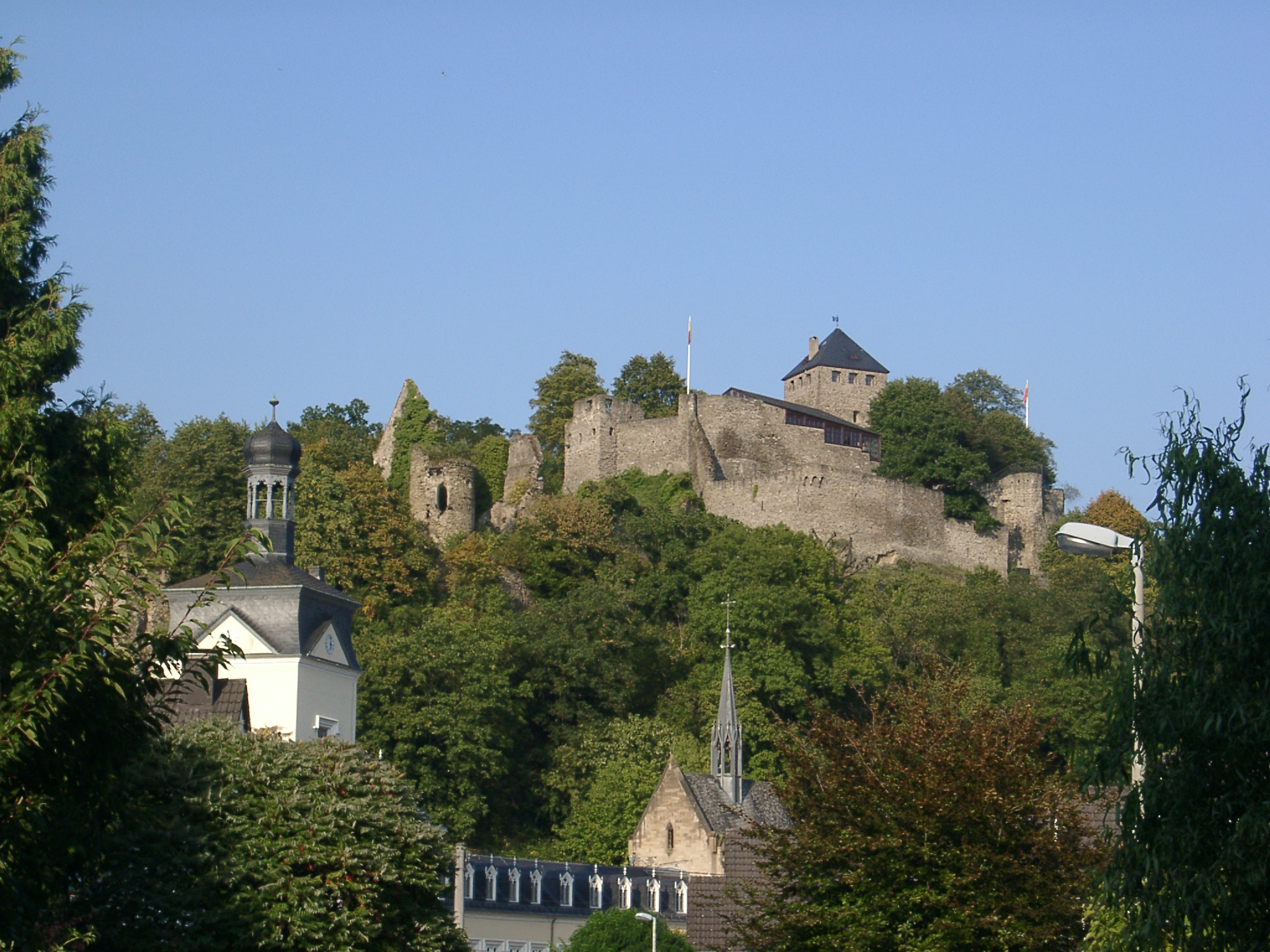
Burg Sayn, vorne links Schlossturm mit barocker Haube

Die Burg Sayn wurde im 12. Jahrhundert durch die Grafen von Sayn (comites de Seyne) auf dem Bergsporn des Kehrberges erbaut. Am westlichen Abhang unterhalb der Burg Sayn entstanden die Häuser der Burgmannen und Ministerialen, Burghaus „von Reiffenberg“ (15. Jahrhundert) und Burghaus „von Stein“ (14. Jahrhundert). Ein weiterer Burgmannensitz „von Wentz“ befand sich an der Stelle des heutigen Schlosses. Alle Burghäuser, sowie der alte Ort Sayn, südlich der Burg, waren umfasst von einer massiven Mauer und durch Burg- und Stadttore geschützt. Nach dem Tod Graf Heinrichs IV. im Jahr 1606 wurde die Burganlage vom Erzstift Trier als erledigtes Lehen gewaltsam eingenommen. Im Dreißigjährigen Krieg erlitten Burg und Ort durch die schwedischen Truppen große Verwüstungen. Der Reichsdeputationshauptschluss brachte die Ruinen 1803 in den Besitz des nassauischen Fürstenhauses und 1815 wurden sie Preußen zugeschlagen. Durch Schenkung des preußischen Königs an den aus Russland zurückgekehrten Fürsten Ludwig zu Sayn-Wittgenstein-Berleburg gelangte die Burganlage wieder in den Besitz einer Seitenlinie des alten saynischen Adels. In den 1980er-Jahren ließ der heutige Besitzer, Fürst Alexander zu Sayn-Wittgenstein-Sayn, die Ruinen sichern und teilrenovieren. Bemerkenswert sind die bei den Renovierungsarbeiten entdeckten Grundmauern einer Burgkapelle in Form einer Doppelkirche mit drei Apsiden.

### Schloss Sayn

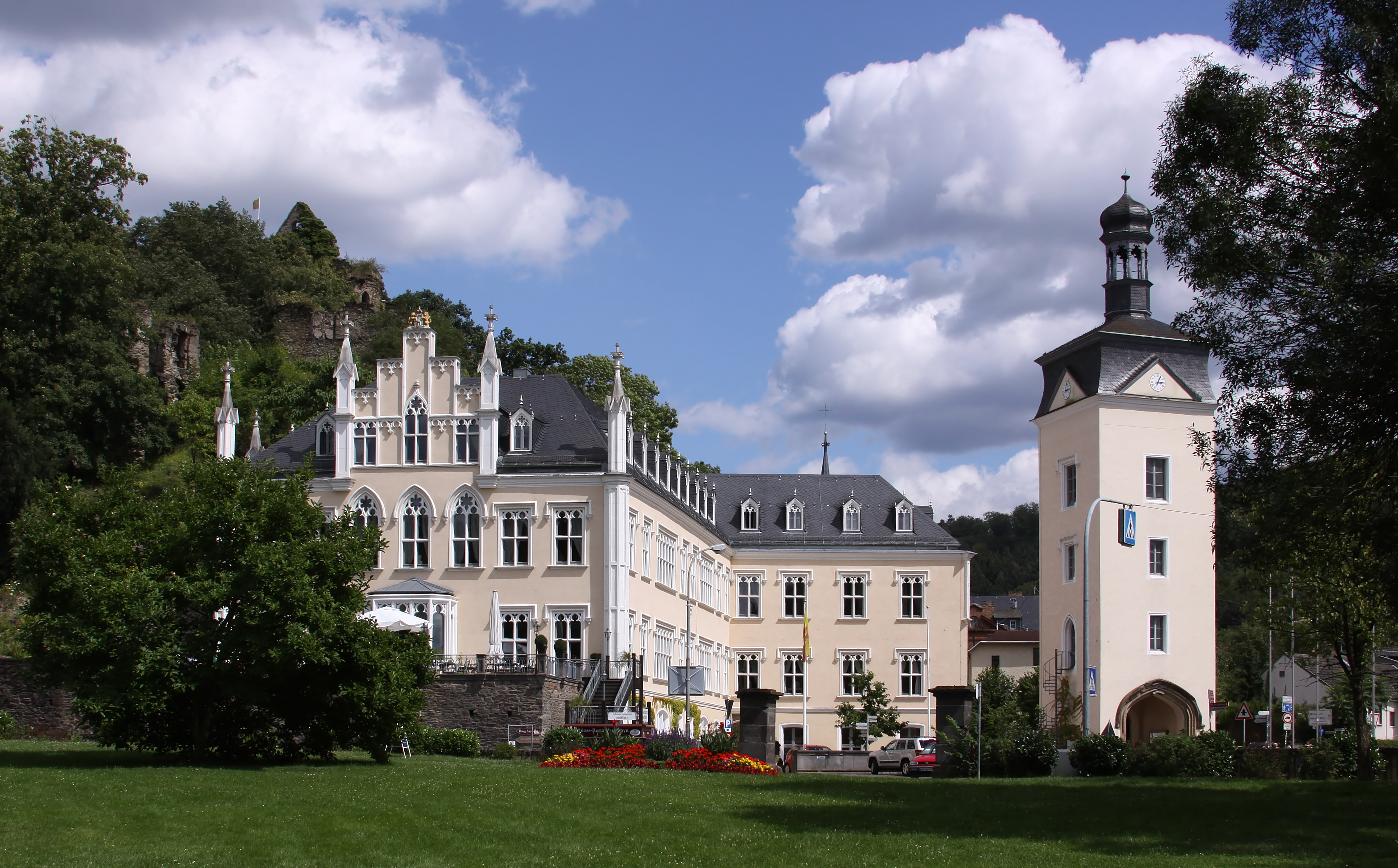
Schloss Sayn

Das am Fuße des Burgberges gelegene Schloss Sayn hat seinen Ursprung im 14. Jahrhundert als Burgmannenhaus. Nach 1753 wurde es vom damaligen Besitzer zum barocken Herrenhaus umgestaltet. Ebenso erhielt der Torturm eine barocke Dachhaube. Als Fürst Ludwig zu Sayn-Wittgenstein-Berleburg mit seiner russischen Frau Leonilla 1848 aus Russland wieder in die alte Heimat der Familie zurückkehrte, kaufte er Teile des Besitzes seiner Vorfahren mitsamt dem barocken Herrenhaus und ließ es von François Joseph Girard zu einem Schloss im Stil der Neugotik umgestalten. 1945 wurde es durch Sprengung der Brexbachbrücke erheblich beschädigt und verfiel. Als „Baudenkmal von nationaler Bedeutung“ konnte das Schloss in den Jahren 1995–2000 mit Zuschüssen des Landes Rheinland-Pfalz von seinem Besitzer renoviert und revitalisiert werden. Im Kernbereich des Gebäudes befinden sich die Fürstlichen Salons und das Fürstinnenzimmer mit Bildern und Zeugnissen der Familiengeschichte derer zu Sayn-Wittgenstein-Sayn. Sonderausstellungen, kulturelle Veranstaltungen und Feiern finden in diesen, wie auch in weiteren historischen Räumen statt. Im westlichen- oder Parkflügel des Schlosses ist ein Restaurationsbetrieb untergebracht. Außerdem befand sich im Schloss das Rheinische Eisenkunstgussmuseum.

### Schlosskapelle

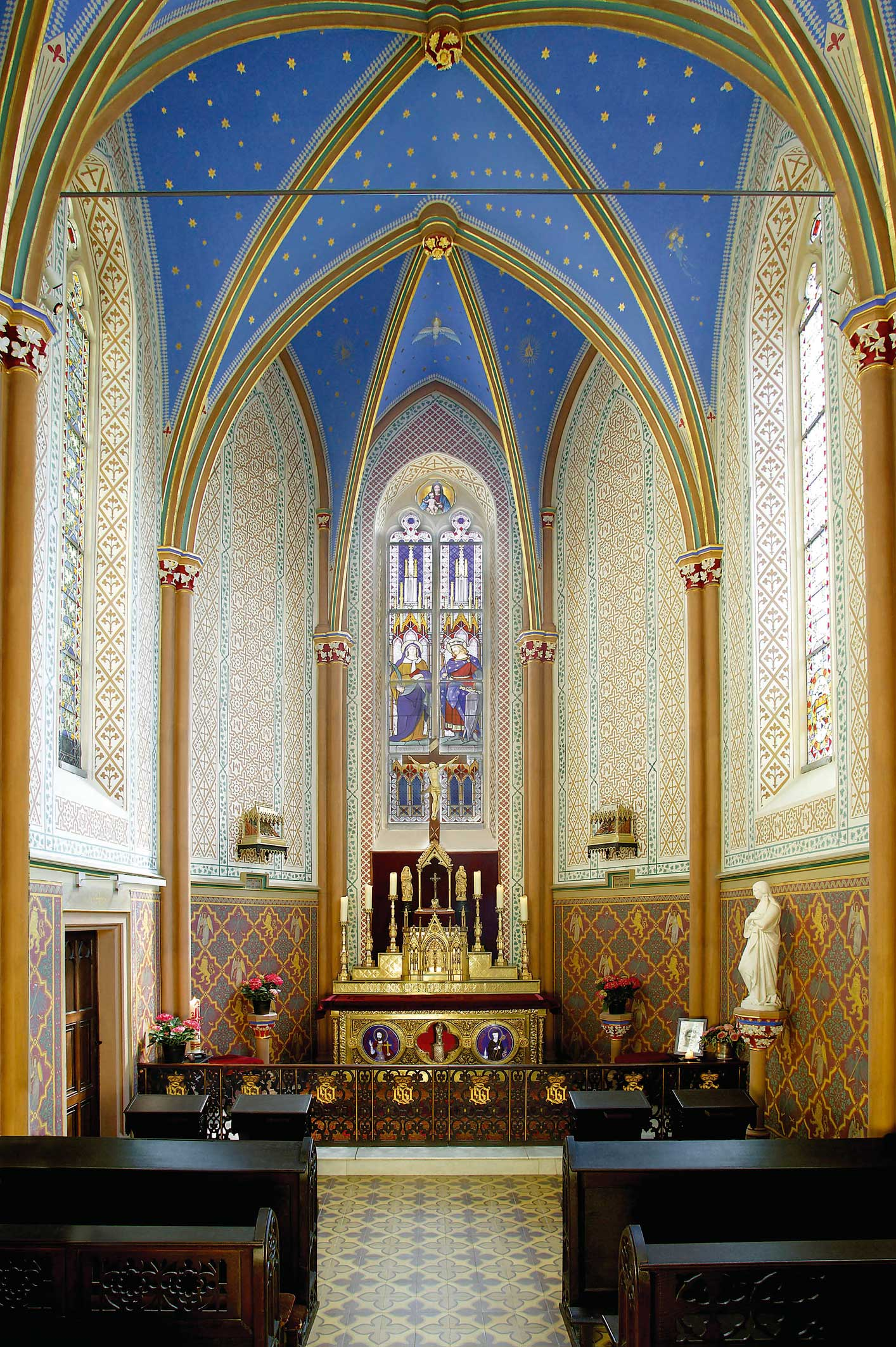
Fürstliche Schlosskapelle auf Schloss Sayn

An der Ostseite des Schlosses ließen Fürst Ludwig und Fürstin Leonilla zu Sayn-Wittgenstein-Sayn vom Koblenzer Architekten Hermann Nebel die Schlosskapelle erbauen. Sie sollte als Hauskapelle und als Aufbewahrungsort der einige Jahre früher von Graf Boos-Waldeck geschenkten Armreliquie der hl. Elisabeth von Thüringen dienen. Zur Aufbewahrung dieses kostbaren mittelalterlichen Reliquiars, ein zum Segen erhobener Arm, wurde eigens der Goldene Altar in einer Pariser Werkstatt angefertigt. Unter dieser im gotischen Stil erbauten Kapelle befindet sich die Grabkapelle der fürstlichen Familie. Neben der im Alter von 102 Jahren verstorbenen Fürstin Leonilla hat auch der Vater des heutigen Fürsten, Fürst Ludwig zu Sayn-Wittgenstein-Sayn, hier seine letzte Ruhestatt gefunden. In der Kapelle finden regelmäßig Gottesdienste statt.

### Schlosspark
Im Zusammenhang mit dem Umbau des Schlosses ließ Fürst Ludwig von den damals bekannten Gartenbaukünstlern Heinrich Siesmayer und Carl Friedrich Thielemann einen 7 ha großen Park im englischen Stil anlegen. Mit einbezogen wurde eine kleinere, barocke Parkanlage, von der noch heute einzelne Bäume Zeugnis geben. Durchflossen vom Brexbach, wird der Park an der Nordseite vom Saynbach begrenzt. Die Fontäne im Schlossweiher und die beiden Springbrunnen an der Schlosstreppe wurden ursprünglich aus einem Reservoir am Burgberg gespeist. Hierzu wurde das Wasser aus einer Zisterne unter dem Schloss mit einer Dampfmaschine zum oberen Behälter hochgepumpt. Zur Ausgestaltung der Parkanlage gehören eine künstliche Grotte, eine Marienkapelle und ein dreiflügeliger Pavillon (heute Ruine) sowie vierzehn in Gusseisen gearbeitete Kreuzwegstationen. Seit 1987 befindet sich im Schlosspark auch der „Garten der Schmetterlinge Schloss Sayn“.

### Garten der Schmetterlinge Schloss Sayn
In dem von Gabriela zu Sayn-Wittgenstein-Sayn initiierten Garten der Schmetterlinge sind inmitten tropischer Pflanzen hunderte exotischer Falter zu betrachten. Zwischen Orchideen, Bananenstauden, Wasserfällen und kleinen Teichen leben Schmetterlinge aus Amerika, Afrika und Asien, z. B. der Atlas-Spinner, de blaue Morphofalter oder chinesische Zwergwachteln sowie tropische Finken und Leguane. Im Pavillon des Schmetterlingshauses finden wechselnde Sonderausstellungen statt. An vielen Hausfassaden im Ort sind große Bilder mit Schmetterlingsmotiven gemalt, die von nationalen und internationalen Künstlern und Studenten geschaffen wurden.

### Rheinisches Eisenkunstgussmuseum
Im Rheinischen Eisenkunstguss-Museum auf dem Gelände der Sayner Hütte sind der heimische Eisenerzabbau, die Verhüttung und die Verarbeitung in Bildern und mit Exponaten dargestellt. Schwerpunkt der Sammlung bilden Eisenguss- und Eisenkunstgusserzeugnisse aus der nahegelegenen Sayner Hütte. Aus Gusseisen gefertigte Gebrauchsgegenstände wie Öfen, Möbel, Kochgeschirr, Gitterwerk, aber auch filigran gegossene Schmuckstücke, wie Hals- und Armschmuck, Tabakdosen, Kerzenleuchter bis hin zu einer aus Gusseisen gefertigten Stubenfliege in Originalgröße zeigen die Kunstfertigkeit der Form- und Gießtechnik des 18. und 19. Jahrhunderts. Bilder und Stücke der Mülhofener Hütte am Rhein und der Concordiahütte stellen den industriellen Fortschritt bis zum Ende der Eisen- und Stahlverarbeitung am Mittelrhein im 20. Jahrhundert dar. Ein besonderes Thema ist auch die Dokumentation der kargen Lebenswelt der Hüttenarbeiter und ihrer Familien zur Zeit der Frühindustrialisierung. Sonderausstellungen und Museumstheater ergänzen und vervollständigen die Dauerausstellung.

### Sayner Hütte

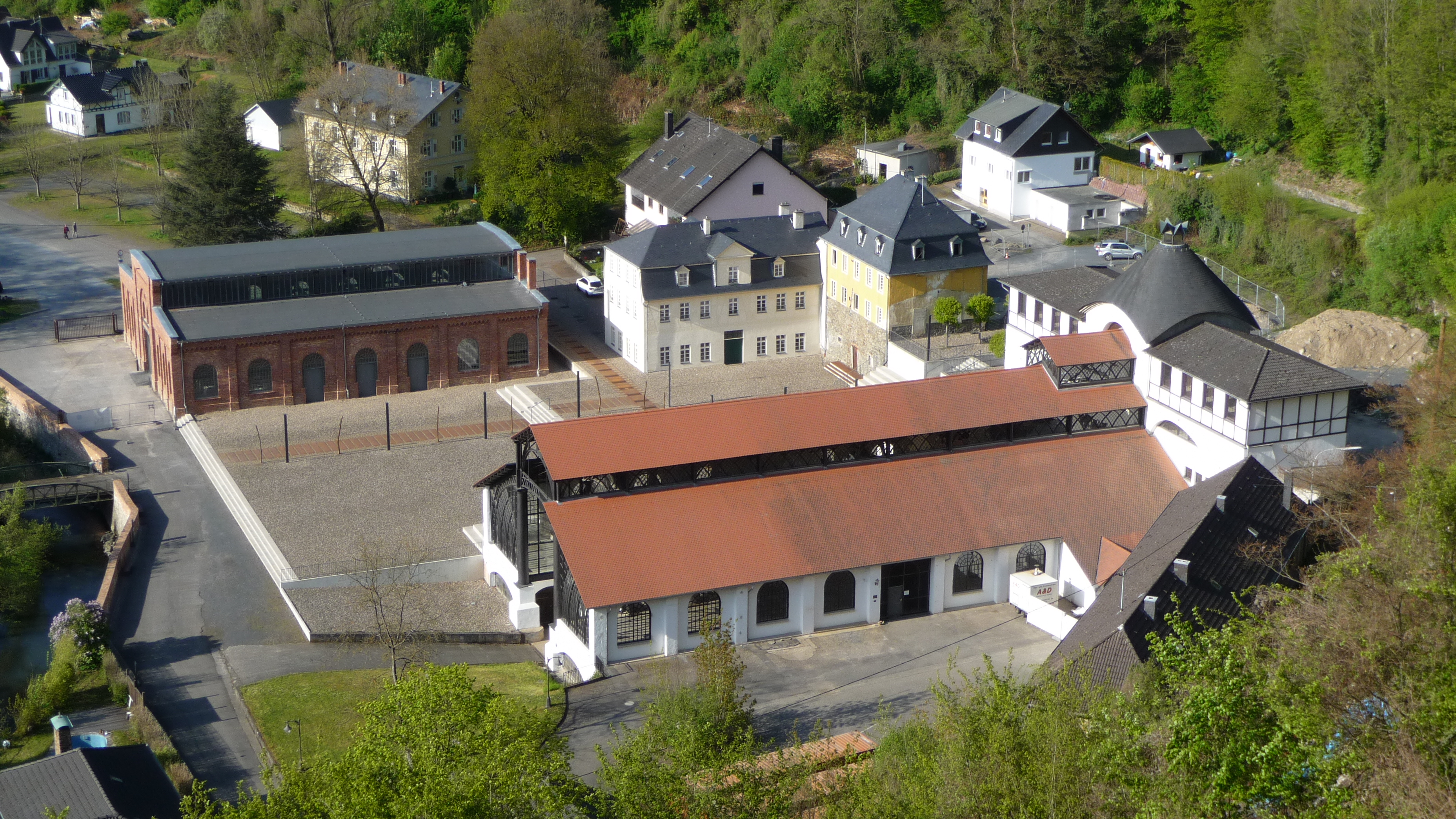
Denkmalareal Sayner Hütte

Im Jahre 1769 ließ der trierische Kurfürst Clemens Wenzeslaus die erste Eisenhütte in Sayn erbauen. Ergiebige Eisenerzvorkommen, viel Wald und das nutzbare Wasser des Saynbachs boten günstige Voraussetzungen für die Eisenverhüttung. Bereits 1815 ging die Hütte in den Besitz Preußens über; die nahen Rheinfestungen sollten mit Kanonen und Waffen ausgestattet werden. In den Jahren 1828 bis 1830 ließ Carl Ludwig Althans eine neue Gießhalle bauen. Das dreischiffige Gebäude entstand in filigraner Eisengussstruktur – „… eine Hütte, die sich selbst gegossen hat“. Im Inneren wird die Konstruktion von gegossenen Hohlsäulen mit dorischen Kapitellen getragen. In der Apsis des Langhauses steht der heute wieder teilweise rekonstruierte Hochofen. Gleichzeitig mit diesem Bau begann Althans mit der Herstellung von Eisenkunstguss für Gebrauchsgegenstände, Grabkreuze, Brunnen bis hin zu feingliedrigem Schmuck. Im Rheinischen Eisenkunstgussmuseum werden verschiedene Exponate und Musterbücher gezeigt. 1865 kaufte die Firma Krupp, Essen, das Hüttenwerk und stellte bereits wenig später den Hochofenbetrieb ein. Für die Eisenbearbeitung wurde eine weitere Halle gebaut – die Krupp’sche Halle. Wegen der ungünstigen Lage zu den entstandenen Industriezentren wurde der Betrieb der Eisenhütte 1926 völlig eingestellt. Die alte Gießhalle gilt als geschütztes Industriedenkmal von europäischer Bedeutung und ist heute im Besitz der Stadt Bendorf.

### Abtei Sayn

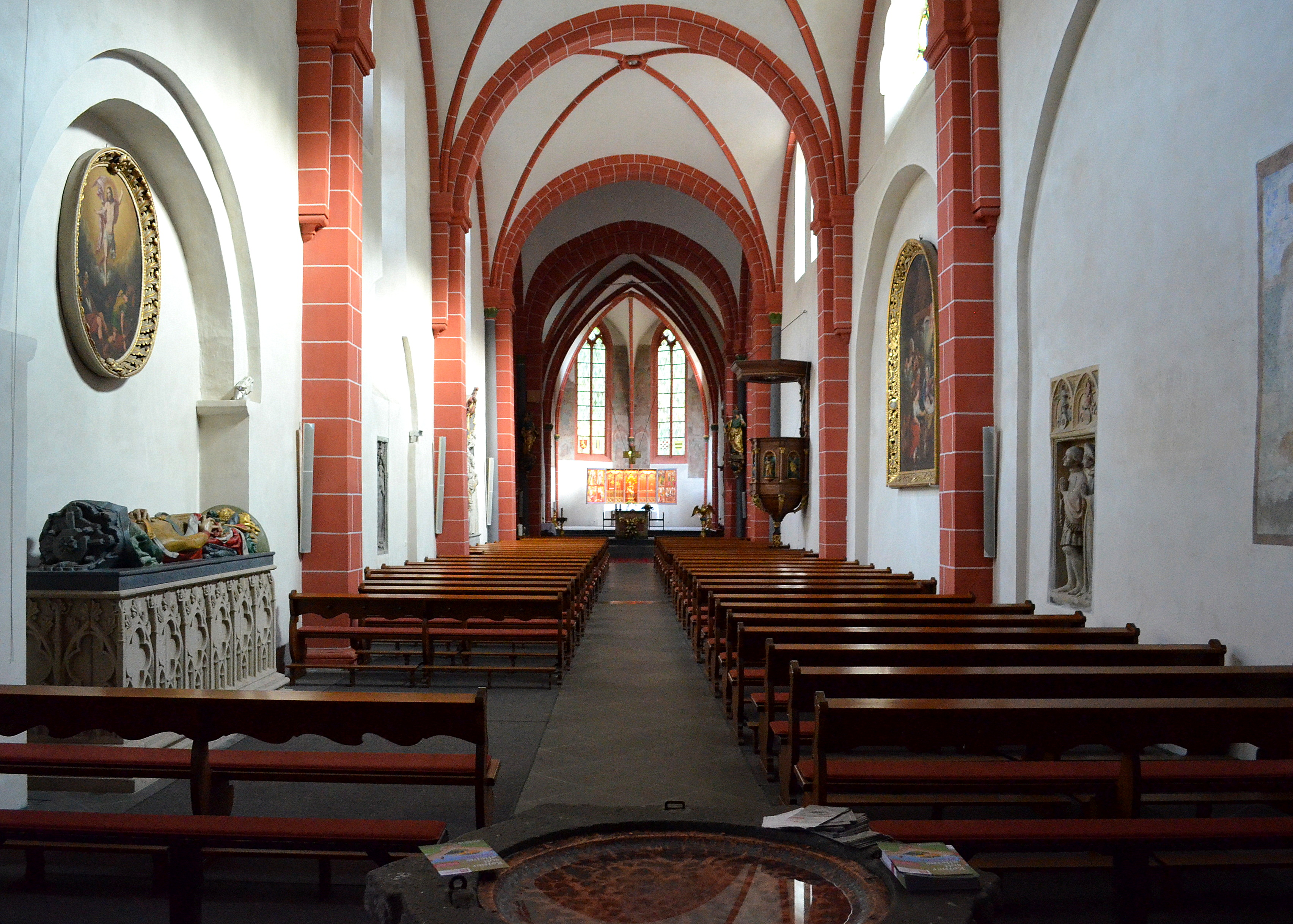
Abteikirche

Die Abtei Sayn ist ein ehemaliges Prämonstratenserkloster, das Graf Heinrich II. von Sayn und seine Familie im Jahre 1200 stifteten. Die Weihe der Abtei fand im Mai 1202 statt. Im Zuge der Säkularisation wurde der Konvent 1803 aufgehoben und die Klostergüter wurden enteignet. Seitdem dient die Abteikirche der katholischen Pfarrgemeinde Sayn als Pfarrkirche.
Von den ehemaligen Konvents- und Wirtschaftsgebäuden sind der Westflügel und die 1718 erbaute Prälatur erhalten. Aus der Gründungszeit (um 1250) stammen neben dem Kirchengebäude der romanische Westflügel des Kreuzgangs, die Außenmalereien an der Kirchennordwand sowie Taufbecken (im Eingangsbereich der Kirche) und der Brunnen im Brunnenhaus des Kreuzgangs. Im Altar wird eine Armreliquie des Apostels Simon (Zelotes) aufbewahrt. Der Reliquienschrein stammt ebenfalls aus der ersten Hälfte des 13. Jahrhunderts und gilt als eine der bedeutendsten Goldschmiedearbeiten religiöser Kunst des Hochmittelalters. Die zweimanualige Orgel mit barockem Orgelprospekt wurde 1778 in der Orgelbauwerkstatt der Gebrüder Stumm aus Sulzbach im Hunsrück gefertigt.

### Römerturm

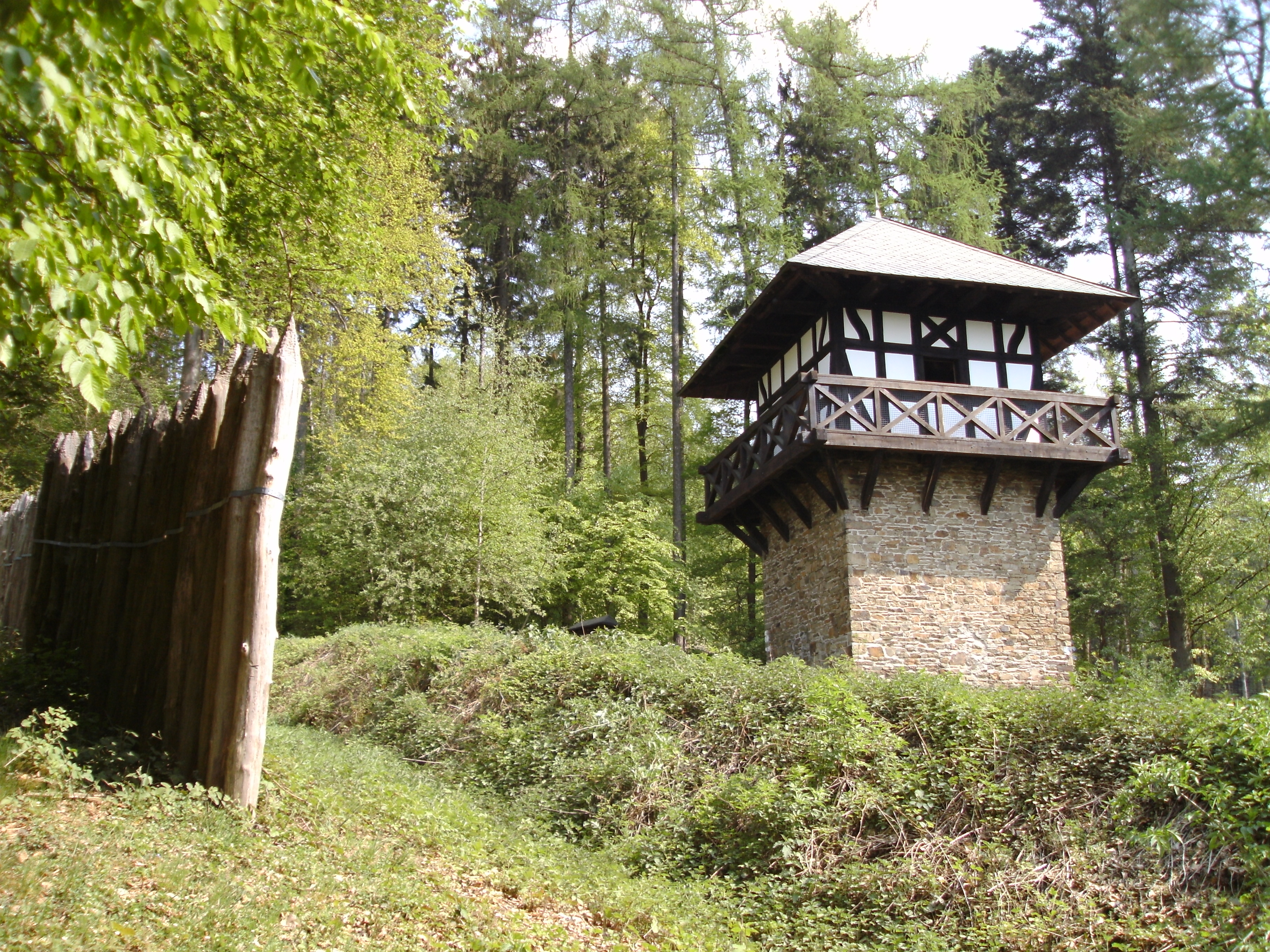
Limesturm bei Sayn (Rekonstruktion)

Durch die Gemarkung Bendorf und Sayn verlief vor ca. 1900 Jahren der Obergermanisch-Raetische Limes. Wachtürme dienten zum Schutz dieser römischen Grenze. Die Rekonstruktion eines solchen Wachturms und des Palisadenzaunes steht in Sichtweite des Ortes Sayn am Hang des Pulverberges. Am Römerturm entlang verläuft der Fernwanderweg Rheinsteig.

### Hein’s Mühle

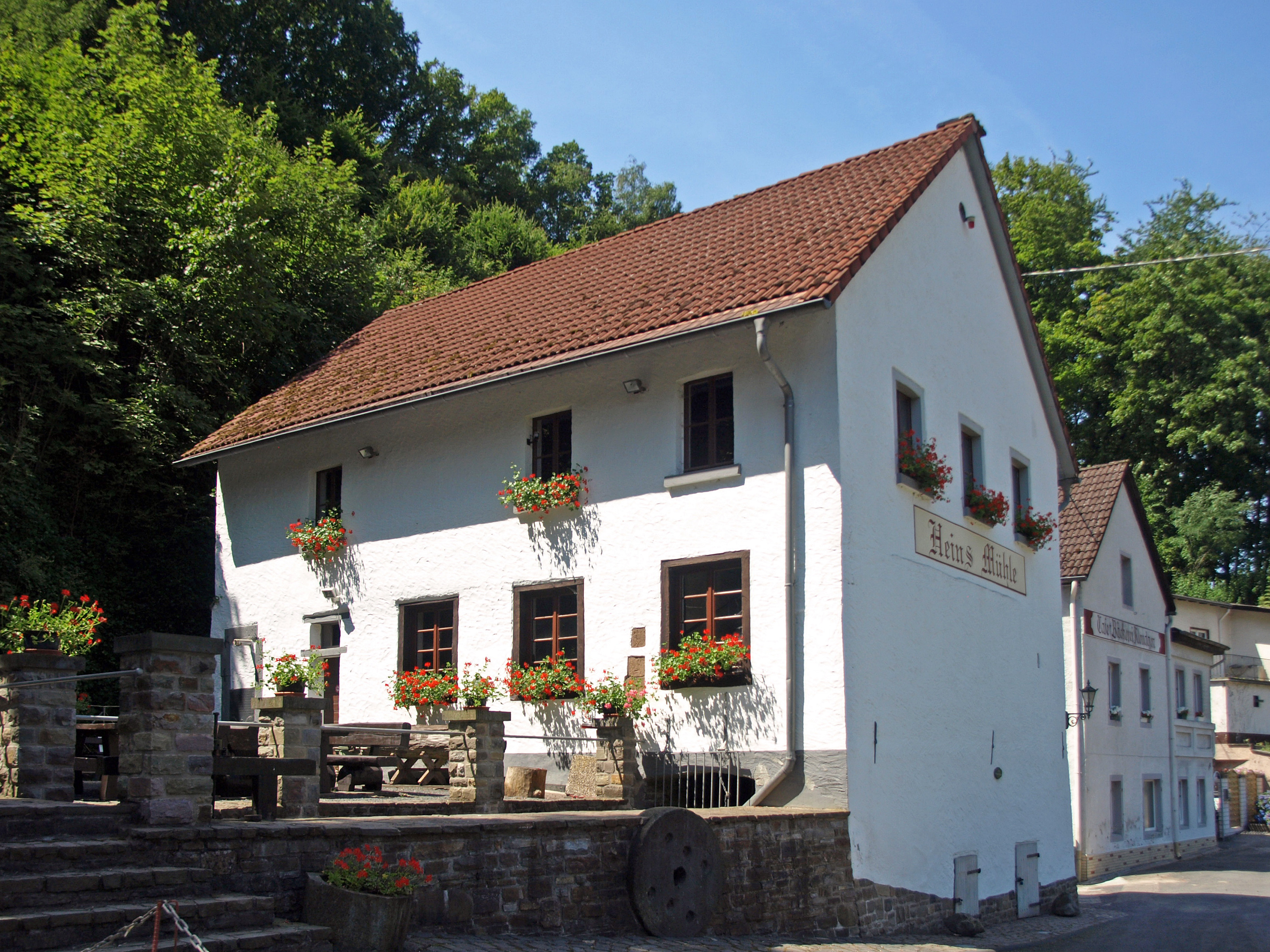
Hein’s Mühle

Südlich gegenüber der Burg Sayn im Brextal beim Ort Sayn (aber außerhalb der alten Burg- und Stadtmauer) gelegen, befindet sich die wasserbetriebene Hein’s Mühle. Zwischen 1550 und 1600 durch Freiherr von Wentz (Burgmannenfamilie) als Ölmühle erbaut, erlebte sie eine wechselvolle Geschichte. Mehrere Jahre als Tabaksmühle genutzt, wurde sie 1816 zur Kornmühle umgebaut und nach mehreren Besitzerwechseln gab ihr Paul Hein nach 1898 ihr heutiges Aussehen. Bis 1960 betrieb sie Bäckermeister Geisbüsch als Kornmühle. Durch den Kauf der denkmalgeschützten Mühle durch die Stadt Bendorf und den Einsatz ehrenamtlicher Helfer konnte sie vor dem Verfall gerettet werden und ist seit 1988 Mühlenmuseum.

## Sport und Freizeit

### Kletterwald
Im ehemaligen Klosterwald hinter der Abtei Sayn im Brexbachtal wurde der Kletterwald Sayn eingerichtet, ein in einen lebenden Baumbestand integrierter Hochseilgarten. Er bietet individuelle Parcours aus Seilen und Hindernissen. Das Waldstück der Anlage gehört zu einem der höchsten Mischwälder Deutschlands.

### Freibad
Bereits 1927 wurde beschlossen, in Sayn ein Freibad zu errichten. Durch Spenden konnte das Schwimmbad gebaut und am 29. Juni 1931 feierlich eingeweiht werden. Schon in den ersten Jahren erfreute es sich großer Popularität, in Rekordzeiten – wie z. B. 1992 – zählte das Schwimmbad ca. 58.000 Besucher.

### Rad- und Wanderwege
Durch den Ortsteil Sayn führt der Deutsche Limes-Radweg. Dieser führt über 818 km von Bad Hönningen am Rhein nach Regensburg an der Donau.
Große Wanderwege in Sayn sind der Saynsteig und der Fernwanderweg Rheinsteig (beides sog. Traumpfade). Einmal im Jahr findet der Raderlebnistag „Jedem Sayn Tal“ statt. Dafür wird an einem Tag das Sayntal von Sayn bis Selters für alle motorisierten Fahrzeuge gesperrt.

## Vereinsleben

### Aktive Vereine und Gruppen
Sayn verfügt über ein reges Vereinsleben, darunter finden sich neben weiteren der Männergesangverein MGV 1862 Sayn e. V., der Turnverein TV-1876 Sayn e. V. und der Sportverein SV Blau-Weiß 1911 Sayn e. V.

### Regelmäßige Feste und Veranstaltungen
Die Ortsvereine sind Träger und Organisatoren zahlreicher Feste und Veranstaltungen, darunter zu Karneval der Sitzungs- und Straßenkarneval, das Kirchweihfest / Kirmes (Sääner Kermes) am 4. Sonntag nach Ostern, das Sommerkonzert des Musikvereins Sayn und das Pius- oder Pfarrfest.

## Religionen

### Christliche Religionen
In der zweiten Hälfte des 16. Jahrhunderts traten die Grafen von Sayn und mit ihnen die Bevölkerung zum reformierten Glauben über. Beide Konfessionen hielten ihre Gottesdienste in der Abteikirche ab. Nach dem Tode des letzten evangelischen Grafen Heinrich IV. von Sayn im Jahr 1606 wurden die Bewohner durch die Einflussnahme von Kurtrier mehrheitlich wieder katholisch. Im Zuge der Industrialisierung wuchs im 19. Jahrhundert die Zahl der protestantischen Christen an. Während die katholische Bevölkerung seit 1202 eine eigene Pfarrei in Sayn hat, gehören die evangelischen Christen zur Bendorfer Gemeinde und feiern dort ihre Gottesdienste.
Für die überwiegend katholische Bevölkerung finden regelmäßig Gottesdienste in der Abteikirche, in der Schlosskapelle und in der St.-Sebastianus-Kapelle (Pestkapelle) statt.

### Jüdische Gemeinde
Bereits im Mittelalter werden vereinzelt jüdische Bewohner erwähnt. Anfang des 20. Jahrhunderts lag deren Anteil bei 5 % der Bevölkerung. Zentrum der jüdischen Gemeinde war die Synagoge in Bendorf. Fast alle Gemeindemitglieder wurden, wie die Patienten und das jüdische Personal der Jacoby’schen Heil- und Pflegeanstalt in Sayn, während des Holocaust deportiert und in den Vernichtungslagern ermordet (über 500 Personen).
Oberhalb des Ortes liegt der nach 1723 angelegte Jüdische Friedhof. Die heute in Sayn wohnenden Bürger israelitischen Glaubens gehören der jüdischen Kultusgemeinde in Koblenz an.
Im Jahr 2016 wurden in Sayn erstmals Stolpersteine verlegt. Sie sollen auch an die Opfer der Jacoby’schen Anstalt erinnern.

### Islam
Die muslimischen Mitbürger sind Angehörige unterschiedlicher Moschee-Gemeinden in Mülhofen, Bendorf und Koblenz.

## Wirtschaft und Infrastruktur
Im 18. und 19. Jahrhundert wurde Sayn durch die Sayner Hütte und die Eisenhütten in Mülhofen, das damals zu Sayn gehörte, industriell geprägt. Der Ort war zu dieser Zeit führend in Eisenguss und Eisenbearbeitung am Mittelrhein. Zu Beginn des 20. Jahrhunderts entdeckte man den Erholungswert des Ortes und der umliegenden Naturlandschaft. Krupp Essen schickte seine Mitarbeiter zur Regeneration in den aufstrebenden Luftkurort (Krupp’sches Erholungsheim). Nach dem Rückgang der eisenverarbeitenden Industrie und der Schließung der Hütten von 1926 bis 1993 entstanden verschiedene Klein- und Mittelbetriebe. Die Haupterwerbsquellen der Bevölkerung sind heute Industrie- und Dienstleistungsbetriebe, staatliche Dienststellen und Ämter in den umliegenden Orten bis nach Koblenz und Neuwied.
Im ausgehenden 20. Jahrhundert erkannte man die Bedeutung der vorhandenen Kulturgüter und der Natur, auch für den Fremdenverkehr. Seitdem investieren die Stadt Bendorf, das Land Rheinland-Pfalz und mehrere Kulturstiftungen in den Erhalt und die Renovierung dieser Denkmäler. Tausende Touristen besuchen jährlich den Ort und seine Sehenswürdigkeiten.

## Demographie
Die Bevölkerungszahl von 1817 bezieht sich auf das Ortsverzeichnis des Amtsblattes der Königlichen Regierung von Koblenz; die Werte von 1871 bis 1987 beruhen auf Volkszählungen.
| Jahr | Einwohner |
| 1817 | 619       |
| 1885 | 2735      |
| 1895 | 2948      |
| 1933 | 2564      |
| 1936 | 2435      |
| 2010 | 4671      |

Die Industrialisierung führte im 19. Jahrhundert zu einem erheblichen Anwachsen der Bevölkerungszahl. Die Sayner Hütte, seit 1815 im preußischen Staatsbesitz, wurde erweitert und modernisiert. Eine Stahlwaren- und spätere Maschinenfabrik sowie der Ausbau der Bendorfer- und der Mülhofener Hütten und der Neubau der Concordiahütte führten zu einem beträchtlichen Bedarf an Arbeitskräften. Damit einher gingen der Ausbau von Bahnstrecken und Industriebahnen sowie die Erweiterung und Neubau des notwendigen Straßennetzes, um die notwendige Infrastruktur für die Bevölkerung zu schaffen.
Die Steigerung der Einwohnerzahl nach dem Zweiten Weltkrieg ist sowohl der aufstrebenden Wirtschaft im Umland von Sayn als auch dem Zuzug von Flüchtlingen aus den deutschen Ostgebieten zu verdanken.

## Sonstiges

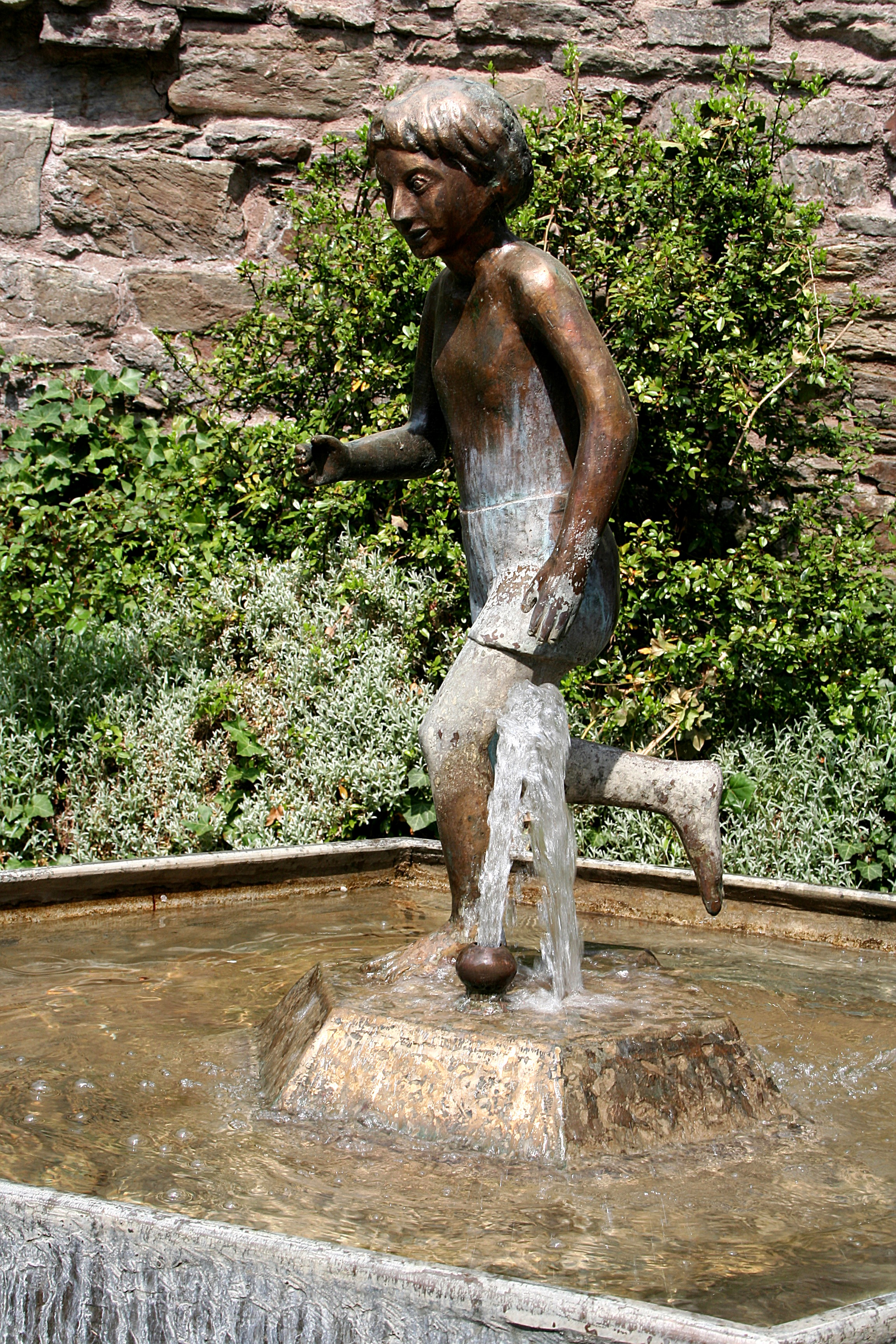
Sääner Bawesläwer

Rivalitäten zwischen benachbarten Orten, meist durch Jugendliche angefacht, führten zu gegenseitigen abfälligen Bezeichnungen der Bürger der Nachbargemeinden. So erhielten die Bewohner des Ortes Sayn, wahrscheinlich im 19. Jahrhundert, den Spottnamen Sääner Bawesläwer (Sayner Barfußläufer). Der Name soll entstanden sein, weil ein großer Teil der Bevölkerung trotz harter Arbeit arm war und so wenig Geld hatte, dass viele Kinder barfuß laufen mussten. Jedes Jahr am Martinstag schenkte ihnen der Überlieferung zufolge jedoch die fürstliche Familie ein paar Schuhe. Seit 1984 erinnert der in der Abteistraße aufgestellte Bawesläwer-Brunnen in der Figur eines barfuß laufenden Knaben an diese Zeit. Gegossen wurde der Brunnen in der früheren Kunstgießerei Schmidt und Wahl. Die Sayner tragen den Spitznamen offensichtlich mit einem gewissen Stolz, denn Mitte des 20. Jahrhunderts  wurde hieraus in der Abkürzung des SÄäner BAwesLÄwer der Karnevals-Schlachtruf SÄBALÄ (wie Alaaf in Köln oder Helau in Mainz), und das unregelmäßig erscheinende Informationsblatt des Vereins Sayner Heimatfreunde führt ebenfalls den Titel Dä Bawesläwer.

## Persönlichkeiten
- Zilies von Sayn[8] († 1300) fahrender Sänger
- P.Tilmann Baldems OPraem (* in Sayn, † 1666), Seelsorger in Sayn, starb als Letzter infolge der verheerenden Pestepidemie
- Johann Heinrich Kureck (1821–1889), Modelleur und Kunstguss-Experte
- Ernst Friedrich Althans (1828–1899), geboren im Ortsteil Sayn, preußischer Geheimer Bergrat
- Gustav Brockhoff (1895–1967), Jurist, Vizepräsident des Bundessozialgerichts (BSG)
- Karl Haehser (1928–2012), geboren im Ortsteil Sayn, deutscher Politiker
- Alexander zu Sayn-Wittgenstein-Sayn (* 1943), deutscher Unternehmer
- Manfred Pohlmann (* 1955), verbrachte seine Kindheit in Sayn, deutscher Liedermacher